# Барнс, Тимоти Дэвид
Ти́моти Дэ́вид Барнс (англ. Timothy David Barnes; род. 1942, Йоркшир) — британский историк-антиковед, специалист по христианству в поздней Римской империи. Доктор философии, эмерит-профессор университета Торонто, член Британской академии.
Учился в Гимназии королевы Елизаветы, Уэйкфилд (Queen Elizabeth Grammar School, Wakefield) до 1960 года, после чего поступил в Бэллиол-колледж в Оксфорде, где прошёл курс гуманитарных наук (Literae Humaniores). Стал бакалавром искусств в 1964 году, магистром — в 1967-м. В 1964—1966 годах был старшим научным сотрудником в Мертон-колледже, в 1966-70 — младшим научным сотрудником в Оксфордском Квинс-колледже. Докторскую степень получил в 1970 году. В том же году переехал в Торонто. В 1974 году получил от Оксфордского университета Конингтонскую премию. После получения докторской степени стал старшим преподавателем (англ. Assistant Professor) в Университетском колледже университета Торонто, а в 1972 там же получил должность адъюнкт-профессора (англ. Associate Professor, примерно соответствует доценту в европейских странах). В 1976 году стал профессором антиковедения — этот пост Тимоти Барнс занимал в течение 31 года, вплоть до 2007 года. После чего перебрался в Эдинбург.
В 1982 году за свой труд «Constantine and Eusebius» Барнс получил сразу две награды — премию Филиппа Шаффа от Американского общества церковной истории и премию Чарльза Гудвина Американской филологической ассоциации. В 1985 году был избран членом Канадского королевского общества.
В декабре 2007 года Тимоти Барнс ушёл из Университета Торонто и вернулся в Соединённое королевство. В настоящее время (осень 2009 г.) — почётный сотрудник Нью-колледжа Университета Эдинбурга.
Большинство работ Тимоти Барнса посвящено истории Поздней римской империи, в частности — проблемам положения христианства в позднем Риме и взаимоотношений государства и религии.

## Труды
- Tertullian: A Historical and Literary Study. Oxford: Clarendon Press, 1971, 2nd ed. 1985. ISBN 9780198143628
- The Sources of the Historia Augusta. Brussels: Latomus, 1978. ISBN 9782870310052
- Constantine and Eusebius. Cambridge, MA: Harvard University Press, 1981. ISBN 978-0674165311
- The New Empire of Diocletian and Constantine. Cambridge, MA: Harvard University Press, 1982. ISBN 0783722214
- Early Christianity and the Roman Empire. London: Variorum Reprints, 1984. ISBN 9780860781554
- Athanasius and Constantius. Theology and Politics in the Constantinian Empire. Cambridge, MA: Harvard University Press, 1993. ISBN 9780674050679
- From Eusebius to Augustine. Selected Papers 1982—1993. Aldershot: Varorium Reprints, 1994.
- Representation and Reality in Ammianus Marcellinus. Ithaca, NY: Cornell University Press, 1998. ISBN 9780801435263